# Laapersveld
Het Laapersveld is een park met een siervijver inclusief een gemaal te Hilversum, ontworpen door Willem Dudok. Tevens is het de benaming voor een stuk natuurgebied ten zuiden van dat park. In de jaren zeventig en tachtig is een stuk natuur opgeofferd voor de bouw van diverse bedrijven en scholen, zoals nieuwbouw voor het Alberdingk Thijm College, zodat het gebied in feite in tweeën is gedeeld.

## Park
Het park ligt tussen  de spoorlijn Hilversum - Utrecht en de Hilversumse wegen Laapersweg en Laapersveld. Het Laapersveld sluit aan de zuidzijde aan bij het Laapersbos. Het park is geliefd door zijn fraaie vijverpartijen met twee kleine eilanden en wordt ook wel gebruikt als hangplek door scholieren van de vele scholen uit de omgeving.

## Natuurgebied
Het natuurgebied Laapersveld ligt eveneens naast de spoorlijn Hilversum Utrecht tegenover de Laapersheide. Het gebied bestaat uit stukken heide, afgewisseld met kleine dennenbosjes. Ten zuiden van het gebied gaat het over in het Laapersbos.
Het Laapersveld is vernoemd naar de veldnaam Lapersveld. De naam komt voor op de kaart van Gooiland na de heideverdeling van 1843. Het Laapersveld werd reeds genoemd in het jaar 1348, een tijd van strijd tussen de graaf van Holland en de bisschop van Utrecht. Het leger van de graaf en de bisschop Jan van Arkel hielden stand op een groen veld Lapaers. Dat veld lag ongeveer op de plaats waar later herberg "de Roskam" stond (verlengde van de Soestdijkerstraatweg).